# Grön taggleguan
Grön taggleguan (Sceloporus malachiticus) är en ödleart som ingår i släktet Sceloporus och familjen Phrynosomatidae. Den förekommer i Centralamerika, i Costa Rica, El Salvador, Guatemala, Honduras, södra Mexiko, Nicaragua och Panama. Artepitet i det vetenskapliga namnet är sammansatt av det latinska ordet melinos (äpple eller äppelgrön) samt av det gammalgrekiska ordet chiton (tillhörande). Det yftar på hannarnas kroppsfärg.
Exemplaren blir utan svans upp till 90 cm långa. Hannarnas bål är på ovansidan grönblå, olivbrun eller olivgrön. Dessutom är hannarnas strupe blå.
Arten lever i kulliga regioner och i bergstrakter mellan 140 och 3800 meter över havet. Den vistas i skogens öpnna delar och i angränsande landskap. Exemplaren syns ofta på klippor, staket, tak och ensamma träd. Grön taggleguan är aktiv på dagen och den klättrar i växtligheten. Honor lägger inga ägg utan föder levande ungar.
För beståndet är inga hot kända. Hela populationen anses vara stabil. Flera exemplar hölls som terrariedjur. IUCN listar arten som livskraftig (LC).